# Seidenzucker

Ein geblasener Zuckerschwan

Seidenzucker, auch geblasener oder gezogener Zucker ist eine Verarbeitungsform von Zucker, mit der dieser ähnlich wie Glas geformt werden kann.
Er dient häufig der Herstellung von Schaustücken, es lassen sich beispielsweise Blumen oder Blüten sehr naturnah aus diesem Material herstellen. Dem Normalverbraucher ist Seidenzucker aufgrund seiner Verwendung für Seidenzuckerl (Krachmandeln und Ähnlichen) ein Begriff.

## Herstellung
Die Bezeichnung gezogener Zucker als Alternative zu Seidenzucker liegt am Herstellungsverfahren. 
Grundsätzlich werden zwei grundlegend verschiedene Herstellungsverfahren unterschieden:

### Die physikalische Methode
Rohr- oder Rübenzucker wird in Wasser aufgelöst und zum Kochen gebracht. Während des Kochvorgangs wird der Zuckerlösung Kartoffelstärkesirup beigemengt. Der Wasseranteil wird durch Weitererhitzen stark reduziert. Bei Erreichen der Zieltemperatur (Starker Bruch) wird die Masse abgeschreckt und auf geöltem Marmor oder auch auf moderne Silikonmatten ausgebracht. Der beigemengte Kartoffelsirup sorgt nun dafür, dass die Masse nicht wie für Zuckerlösungen üblich auskristallisiert. Der Sirup zögert diese Kristallisation sehr stark hinaus. Beimengen von Zitronensäure kann diesen Effekt noch weiter verstärken, wirkt sich jedoch negativ auf die hygroskopische Eigenschaft des Zuckers aus.

Der Zucker wird auf ca. 150 Grad Celsius gekocht

### Die chemische Methode
Rohr- oder Rübenzucker wird in Wasser aufgelöst und unter Zugabe von Weinstein zum Kochen gebracht. Während des Kochvorgangs findet eine Invertierung (Zuckerspaltung) des Doppelzuckers statt. Dieses Herstellungsverfahren ist der Herstellung von Kunsthonig sehr ähnlich. Der Wasseranteil wird durch Weitererhitzen stark reduziert – die Reduktion sorgt dafür, dass die Masse bei Erkalten auch erstarrt. Bei Erreichen der Zieltemperatur, die wesentlich höher liegt als die beim physikalischen Verfahren, wird die Masse abgeschreckt und auf geöltem Marmor oder auch auf modernere Silikonmatten ausgebracht. 

### Abkühlen
In zähflüssigem bis plastischem Zustand wird die Masse nun gezogen, d. h., Luftblasen werden eingearbeitet und durch das Ziehen der Masse in die Länge gezogen. Dieser Vorgang wird einige Mal wiederholt und verleiht dann der Zuckermasse den charakteristischen Seidenglanz.

## Weiterverarbeitung

Zuckerblasen

Gezogener Zucker kann im heißen noch plastischem Zustand gezogen oder geblasen werden, außerdem kann die beschriebene Zuckermasse auch direkt aus dem Kessel heraus zum Zuckergießen verwendet werden.
Die Verarbeitung ist der des Glasverarbeitens sehr ähnlich, nur dienen bei der Zuckerverarbeitung vorwiegend die Finger als Formwerkzeuge. Zum Blasen wird normalerweise ein kleiner Einfach- oder Doppelbalg verwendet – Atemluft würde zu viel Feuchtigkeit enthalten und somit die geblasenen Figuren von innen zerstören.